# Freestyle ai XXII Giochi olimpici invernali - Salti maschile
I salti maschili di freestyle dei XXII Giochi olimpici invernali di Soči si sono disputati il 17 febbraio 2014 a Krasnaja Poljana.
La medaglia d'oro è stata vinta dal bielorusso Anton Kušnir, che si è piazzato davanti all'australiano David Morris e al cineseJia Zongyang.
Detentore del titolo di campione olimpico era il bielorusso Aljaksej Hryšyn, che vinse a Vancouver 2010, sul tracciato di Whistler, precedendo lo statunitense Jeret Peterson (medaglia d'argento) e il cinese Liu Zhongqing (medaglia di bronzo).

## Risultati

### Qualificazioni

#### Primo turno
I primi 6 classificati si sono qualificati per la finale.
| Pos. | N° | Atleta              | Nazione     | Punti  | Note |
| ---- | -- | ------------------- | ----------- | ------ | ---- |
| 1    | 9  | Jia Zongyang        | Cina        | 118,59 | Q    |
| 2    | 6  | David Morris        | Australia   | 118,59 | Q    |
| 3    | 11 | Renato Ulrich       | Svizzera    | 115,84 | Q    |
| 4    | 2  | Qi Guangpu          | Cina        | 113,57 | Q    |
| 5    | 7  | Wu Chao             | Cina        | 110,62 | Q    |
| 6    | 12 | Oleksandr Abramenko | Ucraina     | 109,50 | Q    |
| 7    | 3  | Anton Kušnir        | Bielorussia | 107,52 |      |
| 8    | 13 | Dzmitryj Daščynski  | Bielorussia | 106,64 |      |
| 9    | 8  | Pavel Krotov        | Russia      | 106,33 |      |
| 10   | 19 | Il'ja Burov         | Russia      | 105,88 |      |
| 11   | 14 | Mac Bohonnon        | Stati Uniti | 104,79 |      |
| 12   | 26 | Mykola Puzderko     | Ucraina     | 98,41  |      |
| 13   | 18 | Thomas Lambert      | Svizzera    | 96,83  |      |
| 14   | 22 | Mischa Gasser       | Svizzera    | 96,52  |      |
| 15   | 25 | Timofej Slivec      | Russia      | 87,33  |      |
| 16   | 27 | Sergey Berestovskïy | Kazakistan  | 82,84  |      |
| 17   | 23 | Dzjanis Osipaŭ      | Bielorussia | 81,86  |      |
| 18   | 1  | Liu Zhongqing       | Cina        | 80,09  |      |
| 19   | 5  | Travis Gerrits      | Canada      | 76,92  |      |
| 20   | 4  | Aljaksej Hryšyn     | Bielorussia | 76,82  |      |
| 21   | 28 | Baglan Ïnkarbek     | Kazakistan  | 60,16  |      |

#### Secondo turno
I primi 6 classificati si sono qualificati per la finale.
| Pos. | N° | Atleta              | Nazione     | Punti  | Note |
| ---- | -- | ------------------- | ----------- | ------ | ---- |
| 1    | 13 | Dzmitryj Daščynski  | Bielorussia | 117,19 | Q    |
| 2    | 3  | Anton Kušnir        | Bielorussia | 115,38 | Q    |
| 3    | 8  | Pavel Krotov        | Russia      | 115,05 | Q    |
| 4    | 5  | Travis Gerrits      | Canada      | 112,39 | Q    |
| 5    | 23 | Dzjanis Osipaŭ      | Bielorussia | 111,05 | Q    |
| 6    | 14 | Mac Bohonnon        | Stati Uniti | 110,18 | Q    |
| 7    | 25 | Timofej Slivec      | Russia      | 108,41 |      |
| 8    | 18 | Thomas Lambert      | Svizzera    | 89,38  |      |
| 9    | 4  | Aljaksej Hryšyn     | Bielorussia | 88,94  |      |
| 10   | 19 | Il'ja Burov         | Russia      | 86,73  |      |
| 11   | 27 | Sergey Berestovskïy | Kazakistan  | 85,30  |      |
| 12   | 22 | Mischa Gasser       | Svizzera    | 83,91  |      |
| 13   | 28 | Baglan Ïnkarbek     | Kazakistan  | 79,31  |      |
| 14   | 26 | Mykola Puzderko     | Ucraina     | 77,88  |      |
| 15   | 1  | Liu Zhongqing       | Cina        | 77,83  |      |

### Finale
| Pos.    | N° | Atleta              | Nazione     | 1° salto | 2° salto | 3° salto |
| ------- | -- | ------------------- | ----------- | -------- | -------- | -------- |
| Oro     | 3  | Anton Kušnir        | Bielorussia | 119,03   | 115,84   | 134,50   |
| Argento | 6  | David Morris        | Australia   | 101,87   | 115,05   | 110,41   |
| Bronzo  | 9  | Jia Zongyang        | Cina        | 110,41   | 117,70   | 95,06    |
| 4       | 2  | Qi Guangpu          | Cina        | 121,24   | 116,74   | 90,00    |
| 5       | 14 | Mac Bohonnon        | Stati Uniti | 105,21   | 113,72   |          |
| 6       | 12 | Oleksandr Abramenko | Ucraina     | 119,03   | 113,12   |          |
| 7       | 5  | Travis Gerrits      | Canada      | 107,29   | 111,95   |          |
| 8       | 13 | Dzmitryj Daščynski  | Bielorussia | 108,41   | 100,45   |          |
| 9       | 23 | Dzjanis Osipaŭ      | Bielorussia | 99,36    |          |          |
| 10      | 8  | Pavel Krotov        | Russia      | 96,46    |          |          |
| 11      | 7  | Wu Chao             | Cina        | 82,30    |          |          |
| 12      | 11 | Renato Ulrich       | Svizzera    | 80,53    |          |          |